# Mister Lonely
Mister Lonely è un film del 2007 diretto da Harmony Korine, scritto con la collaborazione del fratello Avi Korine. Il film, che ha per protagonisti Diego Luna e Samantha Morton, è stato presentato nella sezione Un Certain Regard del Festival di Cannes 2007.

## Trama
Un ragazzo si guadagna da vivere esibendosi come sosia di Michael Jackson per le strade e i parchi di Parigi. L'incontro con una sosia di Marilyn Monroe porterà i due ad intraprendere un viaggio che li porterà in Scozia, dove in una comune vivono una serie di personaggi che si prodigano nel realizzare il loro sogno: allestire uno sfarzoso spettacolo teatrale. Tra loro vi sono il marito di Marilyn Monroe, Charlie Chaplin, e la figlia Shirley Temple.